# هایکو (هاوایی)
هایکو (به انگلیسی: Haiku) یک منطقهٔ مسکونی در ایالات متحده آمریکا است که در شهرستان ماویی، هاوایی واقع شده‌است.